# Нікола Мітревський
Нікола Мітревський (мак. Никола Митревски; нар. 3 жовтня 1985) ― македонський гандболіст, воротар. Гравець національної збірної Північної Македонії з гандболу. Грав за низку македонських, румунських та португальських гандбольних клубів. У складі збірної — учасник чемпіонатів Європи та світу.